# Ludwig Immanuel Magnus
Ludwig Immanuel Magnus (Berlin, 1790. március 15. – Berlin, 1861. szeptember 25.) német matematikus, aki 1831-ben publikált dolgozatával, amiben bevezeti az inverziót, lefektette az inverzív geometria 
alapjait. Heinrich Gustav Magnus német fizikus unokatestvére.
Még gyermek volt atyja halálakor, a család megélhetését biztosítandó, anyja kérésére nagybátyja bankjában kapott hivatalt, üres óráiban tanulmányozta Euklidészt.  A napóleoni háborúkban önkéntes tüzérként szolgált 1813 és 1815 között. A béke kitörésekor visszatért hivatalába, és munka mellett tanulja és tanítja a matematikát. 1820-tól publikál a Gergonne szerkesztette  Annales de mathématiques pures et appliquées, a Crelle's Journal folyóiratokba, de munkái jelentek meg Meier Hirsch szerkesztette Sammlung Geometrischer Aufgaben és Sammlung von Aufgaben und Lehrsätzen aus der Analytischen Geometrie des Raumes kötetekben is.